# Cała prawda o Szekspirze
Cała prawda o Szekspirze (ang. All Is True) – brytyjski film biograficzny z 2018 roku w reżyserii Kennetha Branagha, wyprodukowany przez amerykańską wytwórnię Sony Pictures Classics.
Premiera filmu odbyła się 21 grudnia 2018 w Stanach Zjednoczonych. Pięć miesięcy później, 3 maja 2019, obraz trafił do kin na terenie Polski.

## Fabuła
Akcja filmu rozgrywa się w roku 1613. Londyński Globe Theatre, w którym przygotowywano pierwszą inscenizację „Życia Henryka VIII” Williama Szekspira (Kenneth Branagh), strawił ogień. Zdruzgotany dramaturg po dwudziestu latach spędzonych w stolicy wraca do Stratford. Jego zaniedbywane dotąd żona Anne (Judi Dench) oraz córki Judith i Susannah niespecjalnie cieszą się z powrotu Williama. Wracają też do niego bolesne wspomnienia o zmarłym siedemnaście lat wcześniej synu Hamnecie, na którego pogrzeb nie przyjechał z Londynu.

## Obsada
- Kenneth Branagh jako William Szekspir
- Judi Dench jako Anne Hathaway
- Ian McKellen jako Earl of Southampton
- Lydia Wilson jako Susanna Szekspir
- Kathryn Wilder jako Judith Szekspir
- Jimmy Yuill jako Edward Woolmer

## Odbiór

### Krytyka
Film Cała prawda o Szekspirze spotkał się z mieszana reakcją krytyków. W serwisie Rotten Tomatoes 76% z trzydziestu siedmiu recenzji filmu jest pozytywne (średnia ocen wyniosła 7 na 10). Na portalu Metacritic średnia ocen z 14 recenzji wyniosła 56 punktów na 100.